# Santo Ângelo
Santo Ângelo (prima denominazione: San Angel Guardian de las Misiones) è un comune del Brasile nello Stato del Rio Grande do Sul, parte della mesoregione del Noroeste Rio-Grandense e della microregione di Santo Ângelo.